# Acanthurus
Acanthurus is een geslacht van baarsachtigen (Perciformes) uit de familie van de doktersvissen (Acanthuridae). In het Nederlands zijn voor het geslacht verschillende namen in omloop, waaronder chirurgvissen en chirurgijnvissen.
De naam 'chirurg'- of 'chirurgijnvissen' danken ze aan de benige uitsteeksels aan weerszijden van de staartbasis, die vlijmscherp zijn en ernstige verwondingen kunnen veroorzaken als de vissen worden aangeraakt. In rust worden de 'messen' in een groeve gehouden maar bij gevaar kunnen ze worden uitgeklapt waarbij ze naar voren steken. 
De verschillende soorten hebben vaak bonte kleuren en veel soorten zijn daarom populair bij aquariumhouders. Het zijn algeneters die hun voedsel van koralen afschrapen met de kleine tandjes. Het lichaam is sterk zijwaarts samengedrukt, de rugvin is relatief hoog. 

## Soorten
- Acanthurus achilles Shaw, 1803
- Acanthurus albimento Carpenter, Williams & Santos, 2017
- Acanthurus albipectoralis Allen & Ayling, 1987
- Acanthurus auranticavus Randall, 1956
- Acanthurus bahianus Castelnau, 1855
- Acanthurus bariene Lesson, 1831
- Acanthurus blochii Valenciennes, 1835
- Acanthurus chirurgus (Bloch, 1787)
- Acanthurus chronixis Randall, 1960
- Acanthurus coeruleus Bloch & Schneider, 1801 – Blauwe doktersvis
- Acanthurus dussumieri Valenciennes, 1835
- Acanthurus fowleri de Beaufort, 1951
- Acanthurus gahhm (Forsskål, 1775)
- Acanthurus grammoptilus Richardson, 1843
- Acanthurus guttatus Forster, 1801
- Acanthurus japonicus (Schmidt, 1931)
- Acanthurus leucocheilus Herre, 1927
- Acanthurus leucopareius (Jenkins, 1903)
- Acanthurus leucosternon Bennett, 1833 – Witborstdoktersvis
- Acanthurus lineatus (Linnaeus, 1758)
- Acanthurus maculiceps (Ahl, 1923)
- Acanthurus mata (Cuvier, 1829)
- Acanthurus mindorensis Herre, 1927
- Acanthurus monroviae Steindachner, 1876
- Acanthurus nigricans (Linnaeus, 1758)
- Acanthurus nigricauda Duncker & Mohr, 1929
- Acanthurus nigrofuscus (Forsskål, 1775)
- Acanthurus nigroris Valenciennes, 1835
- Acanthurus nubilus (Fowler & Bean, 1929)
- Acanthurus olivaceus Bloch & Schneider, 1801
- Acanthurus polyzona (Bleeker, 1868)
- Acanthurus pyroferus Kittlitz, 1834
- Acanthurus randalli Briggs & Caldwell, 1957
- Acanthurus reversus Randall & Earle, 1999
- Acanthurus sohal (Forsskål, 1775)
- Acanthurus tennentii Günther, 1861
- Acanthurus thompsoni (Fowler, 1923)
- Acanthurus tractus Poey, 1860
- Acanthurus triostegus (Linnaeus, 1758)  – Vijfbandchirurgijnvis of zwartbanddoktersvis
- Acanthurus tristis Randall, 1993
- Acanthurus xanthopterus Valenciennes, 1835